# Willi Walter Puls

Willi-Walter-Puls-Medaille des Verbandes Deutscher Schulgeographen

Willi Walter Puls (* 9. Januar 1908 in Hamburg; † 5. Dezember 1980 ebenda) war ein deutscher Geograph und Pädagoge. Während des Zweiten Weltkriegs arbeitete er in führenden Positionen im SS-Hauptamt Volksdeutsche Mittelstelle.

## Leben
Willi Walter Puls war der älteste Sohn des Volksschullehrers Willy Puls. Er besuchte von 1914 bis 1917 die Volksschule und bis 1926 den Realschulzweig des Hamburger Gymnasiums Johanneum. Nach dem Abitur im März 1926 studierte er bis zum Februar 1931 Mathematik und Naturwissenschaften an der Universität Hamburg und Universität Jena. Er legte am 27. Februar 1931 die Prüfung für das Lehramt an höheren Schulen in den Fächern Erdkunde, Chemie und Mathematik ab. Vom 1. April 1931 bis zum 31. März 1933 war er Referendar an der Aufbauschule, der Deutschen Oberschule und der Lichtwarkschule in Hamburg. Am 20. April 1932 promovierte er zum Dr. rer. nat. bei Albrecht Burchard zum Thema Die natürlichen Bedingungen an der bulgarischen Küste des Schwarzen Meeres und ihr Einfluss auf Wirtschaft und Verkehr. Am 10. Januar 1933 bestand er die Pädagogische Prüfung. Er leistete anschließend zunächst sechs Monate freiwilligen Arbeitsdienst und unterrichtete vom 1. Oktober 1933 an als Studienassessor an der Deutschen Höheren Privatschule in Gråsten, dem ehemaligen Gravenstein, in Aabenraa (Apenrade) und Tønder (Tondern).
Während der Weimarer Republik hat sich Puls dem rechtsnationalen Jungnationalen Bund angeschlossen. Er gehörte auch den Folgebünden Freischar junger Nation und Großdeutscher Bund bis zur Auflösung an. Zum 1. Mai 1933 trat er der NSDAP (Mitgliedsnummer 3.002.614), später auch der SS bei. Seit 1934 war er zudem Hitlerjugend-Führer in Dänemark, 1935/36 stellvertretender Landesführer.
Puls wurde zum 1. Oktober 1937 als Dozent für Erdkunde und Methodik des Heimat- und Erdkundeunterrichts an die Hochschule für Lehrerbildung in Elbing berufen. Er wurde Beauftragter der NSDAP für das volksdeutsche Schulwesen und wirkte seit 1938 beim SS-Hauptamt Volksdeutsche Mittelstelle als Kolonial- und Osteuropaexperte.
Im August 1939 wurde Puls eingezogen. Als Feldwebel d. Res nahm er mit der 228. Infanterie-Division (Wehrmacht) am deutschen Überfall auf Polen teil. Er war als Besatzungssoldat in Warschau stationiert, als er im Frühjahr 1940 UK gestellt wurde. Er übernahm am 1. Mai 1940 die Leitung der Schulabteilung beim Volksbund für das Deutschtum im Ausland (VDA) in Berlin. Zugleich war er vom 1. April 1941 bis zum Mai 1945 als Dozent und Studienrat an der Lehrerinnenbildungsanstalt Elbing angestellt. Von seinen Lehrverpflichtungen war er jedoch weitgehend freigestellt.
Das genaue Datum seines Eintritts in die SS lässt sich nicht mehr feststellen. Zu Kriegsbeginn jedenfalls wechselte Puls von der Allgemeinen SS zur Waffen-SS. Am 30. Januar 1943 erhielt Puls den Rang eines SS-Untersturmführers. Er übernahm die Leitung des Amtes V der Volksdeutschen Mittelstelle. Diese Abteilung war für die Deutschtumserziehung verantwortlich und übernahm die Schulungs-, Kultur- und Erziehungsarbeit unter den Minderheiten, die zuvor der VDA geleistet hatte. Am 21. Juni 1944 wurde er zum SS-Obersturmbannführer mit dem Fachführer-Dienstrang (Volkstumsarbeit) Sturmbannführer befördert. Er leitete das Hauptamt Deutscher Osten im Außenpolitischen Amt der NSDAP und wurde am 13. Dezember 1942 außerdem zum kommissarischen Bundesführer des Bundes Deutscher Osten bestellt, den er bis zum 23. Juni 1943 liquidierte.

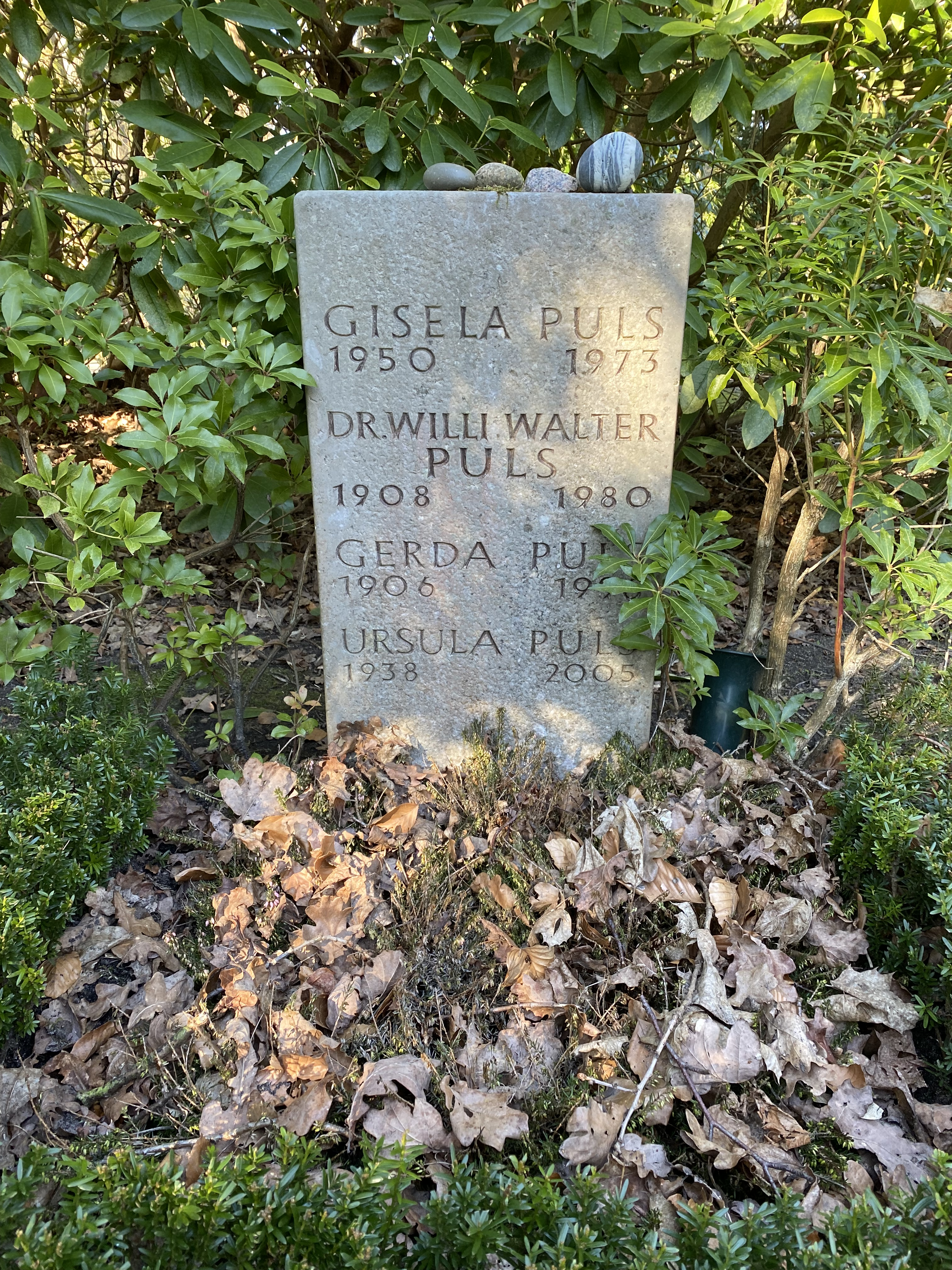
Grabstätte auf dem Friedhof Ohlsdorf im Planquadrat Q 12

Nach dem Ende des Zweiten Weltkriegs arbeitete Puls zunächst als Bauhilfsarbeiter und ließ sich wohl auch wegen seiner erheblichen politischen Belastung erst 1948 entnazifizieren (Kat. IV). Er war Gründungsmitglied des Freideutschen Kreises Hamburg, einer überbündischen Sammelbewegung ehemaliger Angehöriger der bündischen Jugendbewegung, 1952 bis 1956 Vorstandsmitglied und Sprecher, seit 1973 Obmann. Von 1949 bis 1973 unterrichtete er, zunächst als Studienrat am Gymnasium Lerchenfeld in Hamburg-Uhlenhorst, dann als Oberstudienrat und schließlich als Leiter des gymnasialen Zweiges an der Peter-Petersen-Gesamtschule (heute Irena Sendler-Stadtteilschule) in Hamburg-Wellingsbüttel. Puls profilierte sich als Schulbuchautor, war Mitglied der deutsch-polnischen Schulbuchkommission und Schriftleiter der Zeitschrift Gegenwartskunde.
Puls war von 1966 bis 1978 Erster Vorsitzender des Verbandes Deutscher Schulgeographen und anschließend bis zu seinem Tod Ehrenpräsident. Der Verband Deutscher Schulgeographen vergibt in seinem Andenken seit 1983 die Willi-Walter-Puls-Medaille. Er verstarb 72-jährig in seiner Geburtsstadt und wurde auf dem dortigen Friedhof Ohlsdorf beigesetzt. 

## Schriften
- Die natürlichen Bedingungen an der Bulgarischen Küste des Schwarzen Meeres und ihr Einfluss auf Wirtschaft und Verkehr. Jena, Math.-naturwiss. Diss., 1930., Darmstadt 1932.
- Nordschleswig. Der abgetrennte Teil der Nordmark. Klinkhardt, Leipzig 1937.
- Der koloniale Gedanke im Unterricht der Volksschule. Ein Lehrerhandbuch. Quelle & Meyer, Leipzig 1938.
- Die deutschen Kolonien. Hillger, Berlin, Leipzig 1939.
- (Hrsg.): Unsere Kolonien. Velhagen & Klasing, Bielefeld 1941.
- (Hrsg.): Erdkunde für höhere Schulen. Hrsg. von Emil Hinrichs. Diesterweg, Frankfurt am Main, Bonn 1953.
- mit Hans Lippold und Emil Hinrichs: Wirtschafts- und Kulturgeographie Deutschlands, Mensch und Erde. 2. Auflage. Diesterweg, Frankfurt am Main 1954.
- Schleswig-Holstein. Wirtschaftskundliche Betrachtungen im Unterricht. Hirt, Kiel 1955.
- mit Emil Hinrichs und Fritz Baer: Die Erde. 2. Auflage. Diesterweg, Frankfurt am Main 1959.
- Willi Walter Puls (Hrsg.): Beihefte des Instituts für Film und Bild in Wissenschaft und Unterricht, München. Heering, Seebruck am Chiemsee 1963.
- mit Hans Carstensen: Raumordnung und Landesplanung. Methoden und Arbeitsweise dargestellt am Beispiel Schleswig-Holstein. Diesterweg, Frankfurt am Main 1967.
- mit Adolf Karger: Die Sowjetunion als Wirtschaftsmacht. Diesterweg, Frankfurt am Main 1967.
- Lacq, ein Schwerpunkt der Wirtschaft Südfrankreichs. In: Geographische Rundschau. 19, Nr. 11, 1967, S. 420–425.
- Neue Forschungen der USA in der Antarktis. In: Geographische Rundschau. Braunschweig, Jg. 20 (1968), H. 10, S. 395–396.
- Lernmittelfreiheit und Schulbuchzensur. In: Gegenwartskunde. 19, 1970, S. 399–406.
- (Hrsg.): Fischer-Länderkunde. Fischer-Taschenbuch-Verlag, Frankfurt am Main 1970ff.
- Cabora Bassa. Aufbau oder Zerstörung? Kraftwerk am Sambesi in Moçambique. In: Geographische Rundschau. 23, Nr. 3, 1971, S. 95–99.
- Umwelt. Gefahren und Schutz. Bundeszentrale f. Polit. Bildung, Bonn 1971.
- Gastarbeiter oder Einwanderer? In: Geographische Rundschau. 27, Nr. 2, 1975, S. 49–60.
- Lateinamerika. 26. Auflage. Fischer-Taschenbuch-Verl, Frankfurt a. M. 1975, ISBN 3436014346.
- Willi Walter Puls (Hrsg.): Umweltfragen als Thema des Geographie-Unterrichts. Westermann, Braunschweig 1975.
- (Hrsg.): Quantitative Methoden in Forschung und Didaktik der Geographie. Westermann, Braunschweig 1977.
- Zum Stand der internationalen Schulbuchrevision. Erster West-Ost-Dialog in Schulbuchfragen Juni 1976. In: Geographische Rundschau. 29 (1977), S. 205–206.